# Spathius yunnanensis
Spathius yunnanensis är en stekelart som beskrevs av Chao 1977. Spathius yunnanensis ingår i släktet Spathius och familjen bracksteklar. Inga underarter finns listade i Catalogue of Life.